# Euoplos ornatus
Euoplos ornatus là một loài nhện trong họ Idiopidae.
Loài này thuộc chi Euoplos. Euoplos ornatus được William Joseph Rainbow & Pulleine miêu tả năm 1918.